# La Couarde-sur-Mer
 La Couarde-sur-Mer  es una población y comuna francesa, situada en la región de Nueva Aquitania, departamento de Charente Marítimo, en el distrito de La Rochelle y cantón de Ars-en-Ré.
Se encuentra en la Isla de Ré.

## Demografía
| 716 | 758 | 794 | 856 | 1029 | 1179 |
| Para los censos de 1962 a 1999 la población legal corresponde a la población sin duplicidades (Fuente: INSEE [Consultar]) |     |     |     |      |      |